# Douvilleiceras
Douvilleiceras este un gen de amoniți existenți de la mijlocul Cretacicului până în Cretacicul târziu. Fosilele sale au fost găsite aproape în întreaga lume: Africa, Asia, Europa, America de Nord și America de Sud.